# Músculo escaleno medio

El músculo escaleno medio (Musculus scalenus medius) es un músculo que se inserta en el tubérculo posterior de la 2ª, 3ª, 4ª, 5ª y 6º vértebra cervical, así como en la apófisis transversa de la 7ª vértebra cervical.
Se sitúa detrás del músculo precedente, llegando al canal transverso. El cuerpo muscular, origanado por 6 lengüetas, se dirigen hacia abajo y lateralemente. Se inserta en la cara superior de la 1.ª costilla por detrás del surco de la arteria subclavia y emite un fascículo para la cara superoexterna de la 2ª costilla.
- Datos: Q1088115
- Multimedia: Scalenus medius muscles / Q1088115